# Saubens
Saubens é uma comuna francesa na região administrativa de Occitânia, no departamento de Alta Garona. Estende-se por uma área de 5,99 km². Em 2010 a comuna tinha 2 290 habitantes (densidade: 382,3 hab./km²).